# أسل طويل المنقار
أسل طويل المنقار (الاسم العلمي: Juncus longirostris) نوع نباتي يتبع جنس الأسل وينتمي إلى الفصيلة الأسلية.